# Цифровая шкала

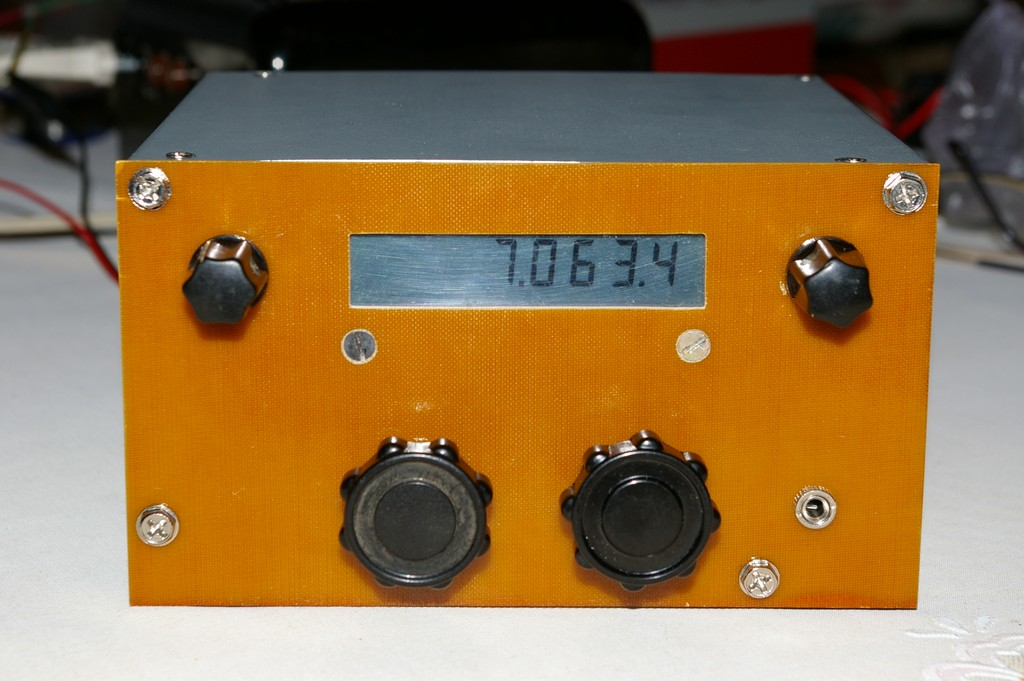
Самодельный КВ приемник с цифровой шкалой-частотомером

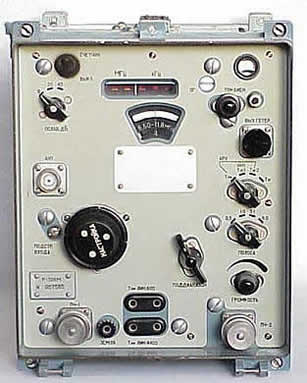
Связной приемник Р-326М с цифровой и механической шкалами

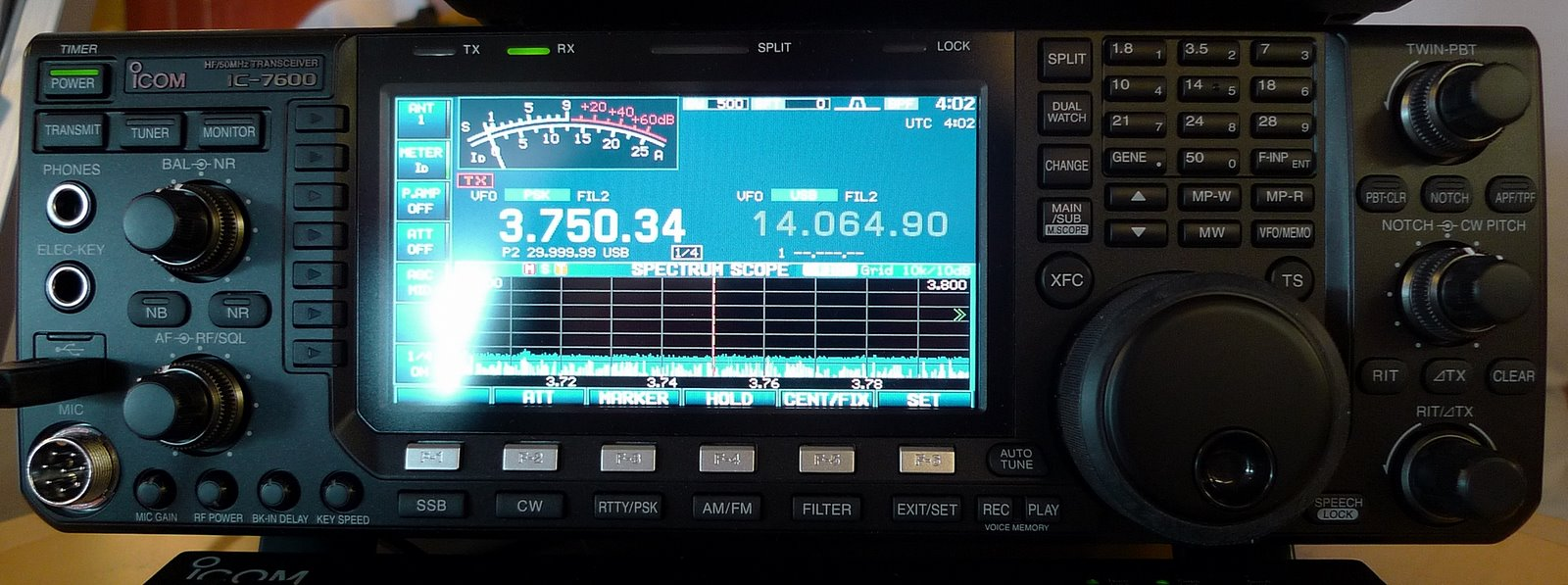
Современный КВ трансивер с синтезатором частоты и многофункциональным дисплеем, выполняющим также функцию цифровой шкалы.

Цифровая шкала — цифровой частотомер специальной конструкции, использующийся для отображения рабочей частоты радиоприёмника, радиопередатчика, трансивера, измерительного генератора вместо обычной механической шкалы или вместе с ней.
Отличие цифровой шкалы от частотомера (измерительного прибора) в том, что отображаемая на её дисплее частота может сильно отличаться от частоты сигнала, подаваемого на её вход. В супергетеродинном приемнике или передатчике с преобразованием частоты эти частоты отличаются на величину промежуточной частоты; в приемнике прямого преобразования гетеродин может работать на частоте, в целое число раз меньше частоты приема. Поэтому в цифровой шкале либо предусматривается возможность заранее ввести величину одной или нескольких ПЧ, либо делается 2-3 входа, по которым производится независимое измерение частоты, а на дисплей выводится результат определенной арифметической операции между ними. В последнем случае на входы подают, например, сигналы с разных гетеродинов приёмника. Современные цифровые шкалы строятся на основе микроконтроллера, и в них легко можно реализовать любой из этих вариантов.
Если в устройстве в качестве гетеродина применяется цифровой синтезатор частоты, то функция цифровой шкалы реализуется иначе. Частота выходного сигнала синтезатора не измеряется, а на дисплей выводится значение частоты, которое микроконтроллер синтезатора выдает в устройство цифрового синтеза (DDS). Если нужно — вводится поправка на величину ПЧ.